# 铈易解石
铈易解石 （英語：Aeschynite-(Ce)，或简称易解石，Aeschynite）是一种稀土金属矿物，含铈、钙、铁、钍、钛、铌，化学组成为 (Ce,Ca,Fe,Th)(Ti,Nb)2(O,OH)6。其西文名来自希腊语的"shame"。